# エイブ・ゴフ
エイブ・マクレガー・ゴフ(Abe McGregor Goff, 1899年12月21日- 1984年11月23日)は、アメリカ合衆国の弁護士、政治家。1947年から1949年まで連邦下院議員(アイダホ州1区)を1期務めた。第一次世界大戦と第二次世界大戦で米軍に従軍した。

## 経歴
ゴフは、ワシントン州パルース地域のコルファックスで、ハーバート・ゴフとメアリー・ゴフの四男として生まれた。1918年に高校を卒業後、二等兵としてアメリカ陸軍に入隊し、第一次世界大戦末にアイダホ大学で将校予備訓練を受けたが、戦闘に参加せず12月に除隊した。1919年1月に同大法学部に入学し、1924年に卒業した。在学中はアメリカンフットボールチームに所属し、センターを務めた。
1924年にアイダホ州で弁護士資格を取得し、C・J・オーランド法律事務所に入社した。レイタ郡副検事(1924年-1926年)、同検事(1926年-1934年)として活躍した。また、1933年から1941年まで、カリフォルニア大学ロースクールで特別講師を務め、1940年にはアイダホ州弁護士協会の会長に就任した。1941年にはアイダホ州上院議員に選出されている。
1941年、陸軍予備役少佐に任命され、エジプト・カイロやイタリア領東アフリカなどのアフリカ・地中海戦線に派遣された。エリトリアではエチオピア帝国皇帝・ハイレ・セラシエ1世の軍事特使や宋美齢(中華民国総統・蔣介石の夫人)の軍事護衛を務めた。アフリカでの任務終了後はアメリカに戻り、米国戦争犯罪局副所長として戦争犯罪に関する任務に関わった。1945年には連合軍戦争犯罪会議の上級戦争部代表としてロンドンに向かい、戦争犯罪者の起訴のための手続きを行なった。その後、ダグラス・マッカーサー元帥の参謀として日本で活動し、国際検察局に所属して極東国際軍事裁判の準備に関わった。1946年に大佐として除隊した。在役中にはレジオン・オブ・メリットを授与されている。
1946年、ゴフは共和党から下院議員選挙に出馬し、7期現職のコンプトン・ホワイトを約800票差で破って当選した。翌1948年選挙ではホワイトに敗れ、政界を離れた。議員辞職後は州共和党退役軍人委員会委員長や州際商取引委員などを務め、1984年にモスコーで亡くなった。

### 選挙結果
| 1946年 |  | コンプトン・ホワイト | 36,509 | 49.4% |  | エイブ・ゴフ | 37,326 | 50.6% |  |                |        |       |      |  |
| 1948年 |  | コンプトン・ホワイト | 46,846 | 51.8% |  | エイブ・ゴフ | 41,404 | 45.7% |  | Thomas B. Wood | 進歩党 | 2,176 | 2.4% |  |

## 栄典
- レジオン・オブ・メリット - 戦闘で功績を挙げた軍人に授与される戦功勲章。